# Regisole
Regisole – antyczny brązowy pomnik konny, stojący dawniej przed katedrą w Pawii. Oryginalną rzeźbę zniszczono w 1796 roku, obecnie w mieście znajduje się jej kopia.
Oryginalna rzeźba znana jest z licznych rycin. Pomnik przedstawiał władcę dosiadającego konia, odzianego w wojskową tunikę i pelerynę, wznoszącego prawą rękę w geście pozdrowienia. Wierzchowiec unosił lewe kopyto. Na rycinach widać również ostrogi na stopach jeźdźca oraz małego pieska stojącego na tylnych łapach pod uniesionym kopytem konia, będące niewątpliwie późniejszymi, średniowiecznymi dodatkami. Na temat tożsamości przedstawionej postaci istnieją rozbieżne hipotezy. Zwolennicy wczesnego datowania rzeźby dopatrują się w niej Antoninusa Piusa, Marka Aureliusza, Septymiusza Sewera lub Aureliana, podczas gdy dla zwolenników jej późnoantycznego rodowodu jest to Odoaker, Teodoryk Wielki lub Justynian.
Rzeźba pierwotnie znajdowała się w Rawennie, do Pawii przewieziono ją w 1024 roku. Najpierw stała na dziedzińcu pałacu królewskiego, na początku XII wieku osadzono ją na kolumnie przed pawijską katedrą. W wyniku prowadzonych w Italii wojen posąg był dwukrotnie wywożony z Pawii przez zdobywców: w latach 1315–1335 przebywał w Mediolanie, zaś w latach 1527–1552 w Cremonie. Dla pawijczyków monument stanowił symbol potęgi miasta, a jako dzieło sztuki podziwiali go między innymi Petrarka, Boccaccio i Leonardo da Vinci. Rzeźba została zniszczona w 1796 roku przez wkraczających na Półwysep Apeniński żołnierzy francuskich.
W 1937 roku z okazji dwutysięcznej rocznicy powstania cesarstwa rzymskiego przed pawijską katedrą odsłonięto ustawioną na trawertynowym postumencie odlaną w brązie 6-metrową kopię rzeźby. Wykonał ją włoski rzeźbiarz Francesco Messina (1900–1995).